# Clementine Paddleford
Clementine Paddleford (Kansas, 27 de septiembre de 1898-Nueva York, 13 de noviembre de 1967) fue una periodista gastronómica estadounidense considerada pionera de la divulgación de la cocina regional estadounidense.
Sus columnas y artículos en New York Herald Tribune, Gourmet y This Week Magazine, cuyo suplemento acompañaba a 42 grandes cabeceras, le permitieron llegar a más de 13 millones de hogares semana tras semana. Para la revista Time, fue la voz gastronómica más importante del país en 1953. The New York Times la describió como «la Nellie Bly del periodismo culinario».
Su libro How America Eats (1960) sobre la cocina y los hábitos alimenticios estadounidenses tuvo una gran influencia.

## Educación
Nació en una granja de 260 acres (110 ha) cerca de Stockdale, en el condado de Riley, Kansas, se graduó en Manhattan High School en 1916. Se licenció en periodismo industrial por la Universidad Agrícola Estatal de Kansas en 1921. En Nueva York se matriculó en la Escuela de Periodismo de la Universidad de Columbia y por las noches acudió a la Universidad de Nueva York.
En 1932, a la edad de 33 años, le diagnosticaron un cáncer de laringe y le practicaron una traqueotomía. La operación cambió su voz y desde aquel momento cubrió su cuello con una cinta negra que acabó siendo uno de sus rasgos distintivos.

## Trayectoria profesional
Comenzó a escribir en la prensa local a los quince años. En su primer traslado a Nueva York no consiguió trabajo como periodista, aunque sí asistió a clases de periodismo. En 1922 visitó Chicago con motivo de la boda de un conocido y aprovechó para entrevistarse con diferentes editores. Finalmente encontró medios donde escribir de alimentación desde el punto de vista agrícola y comercial. En aquel período conoció a mujeres periodistas, escritoras y editoras que le abrieron las puertas a nuevas oportunidades y nuevos círculos.
En 1924 recibió una oferta para trabajar como editora y articulista en Farm & Fireside, conjunto de publicaciones sobre economía doméstica, granja, salud y alimentación con sede en Nueva York. Paddleford aceptó y se integró de tal manera que acabó reestructurando las publicaciones. Viajaba toda la semana para escribir sobre mujeres de zonas rurales. El público se sintió tan identificado con su trabajo que las ventas incrementaron un 179 % en seis años, tal y como declaró uno de sus responsables.
En 1930 aceptó el cargo de directora de economía doméstica en la publicación Christian Herald. A los cinco meses desde su llegada ya había publicado 43 reportajes dedicados a la comida. Es aquí donde Clementine Paddleford consolidó su estilo para narrar todo lo que sucedía en las cocinas.
Se unió al New York Herald Tribune en 1936 y posteriormente a la revista Gourmet. Paddleford se convirtió en piloto para volar con un Piper Cub por todo el país, con la finalidad de informar sobre las numerosas cocinas regionales de Estados Unidos. Entre 1948 y 1960 registró unas 800 000 millas. La periodista se plantaba allí donde se cocinara algo autóctono o singular, ya fuera un domicilio o un submarino, un ama de casa o una estrella de Hollywood, un supermercado o un nuevo estado como Hawái. Si había comida, había una historia.
Gracias a sus columnas en las mayores cabeceras del país su escritura llegaba a más de 13 millones de hogares semanalmente. Para la revista Time, en 1953 era la voz gastronómica más importante del país. Tal fue su popularidad, que en 1964 Clementine Paddleford fue protagonista de una viñeta de Peter Arno en la revista New Yorker, donde se muestra a una pareja y su perro, quien les acerca el periódico matutino en su boca. En el pie de foto se lee: «Estoy harto de las marcas de dientes en la sección de Clementine Paddleford».
En 1960 escribió su obra más influyente, How America Eats (1960), donde defendió que la enchilada debía de considerarse tan propia de Estados Unidos como el glaseado de jarabe de arce, así como que la pizza debía recibir la misma atención que la tarta de lima de los Cayos de Florida. Una década antes, en su sección "Food Flashes" de la revista Gourmet, escribió: «Los prejuicios alimentarios podrían ser un tema animado para los psiquiatras.»
Las mayores aportaciones de Clementine Paddleford fueron la de abandonar el tono científico de la alimentación o puramente enfocado en la receta para centrarse en el acto cultural de la alimentación, así como su empeño alrededor de las cocinas regionales.
En 2008, Kelly Alexander y Cynthia Harris documentaron y publicaron su biografía Hometown Appetites: The Story of Clementine Paddleford, the Forgotten Food Writer Who Chronicled How America Ate.

## Obras
- Patchwork Quilts, (c. 1928)
- A Dickens Christmas Dinner, (1933)
- Twelve favorite dishes, with Duncan Hines and Gertrude Lynn (1947)
- Recipes from Antoine’s kitchen: the secret riches of the famous century-old restaurant in the French Quarter of New Orleans, (United Newspapers Magazine Corp, 1948)
- A Flower for My Mother, (Henry Holt & Co, 1959)
- How America Eats, (Charles Scribner's Sons, 1960)
- Clementine Paddleford's Cook Young Cookbook, (Pocket Books, 1966)

### Publicaciones póstumas
- The Best In American Cooking: recipes collected by Clementine Paddleford, (Charles Scribner's Sons, 1970)
- American Food Writing: An Anthology with Classic Recipes, ed. Molly O'Neill (Library of America, 2007) ISBN 1-59853-005-4